# 劉馨如
劉馨如（1983年8月8日—），英文名Ruby Liu，台湾主持人、演員、前美妝雜誌主編。曾於2014年出演韓國SBS實境秀節目《Roommate》第一季外國來賓。2017年擔任《GoGo捷運》主持人。愛之味沾光金桔香醋醬代言人。

## 演出作品

### 電視劇
| 年份   | 戲劇名稱           | 角色   | 首播頻道               |
| ------ | ------------------ | ------ | ---------------------- |
| 2014年 | 《廉政英雄》       | 毛敏華 | 民視                   |
| 2017年 | 《極品絕配》       | 琪琪   | 三立都會台、東森綜合台 |
| 2019年 | 《你有念大學嗎？》 | 林芳如 | 台視、三立都會台       |

### 節目
| 年份   | 節目名稱       | 播出頻道 | 備註           |
| ------ | -------------- | -------- | -------------- |
| 2017年 | 《GoGo捷運》   | 民視     | 主持人         |
| 2014年 | 《Roommate》   | 韓國SBS  | 第一季外國來賓 |
|        | 《超愛美小姐》 |          | 節目來賓       |
|        | 《台灣紅什麼》 | 香港TVB  | 節目來賓       |
|        | 《NEWS金探號》 |          | 節目來賓       |
|        | 《WTO姐妹會》  |          | 專家           |
|        | 《美鳳有約》   |          | 節目來賓       |
|        | 《女人我最大》 |          | 節目來賓       |
|        | 《流行新勢力》 |          | 節目來賓       |
|        | 《時尚DNA》    |          | 節目來賓       |

### 廣播
| 年份 | 節目名稱                   | 播出頻道 | 備註     |
| ---- | -------------------------- | -------- | -------- |
|      | 《許心怡愛吃愛生活》       | News 98  | 節目來賓 |
|      | 《愛你22小時》             | News 98  | 節目來賓 |
|      | 《98 不打烊 Lady's Night》 | News 98  | 節目來賓 |

## 廣告代言
- 愛之味喜卡莎辣椒醬[4]
- 愛之味沾光金桔香醋醬 曖昧篇[5]
- 消費高⼿好晶明feat. 盛竹如
- Ayura 美活沙醒膚陶瓷按摩板
- 中國iChat 雞翅
- 東妮寢飾「四季·幸福」微電影[6]
- 玩美相機APP
- Ettusais毛孔淨透凝膠[7]
- 司法院「裁量之間」微電影[8]
- 花王一匙靈[9]
- YAHOO! Taiwan Smart Data

## 其他

### 雜誌/報紙/網站
- Citta Bella － 發光女生特別企劃
- 壹週刊 － 過年穿搭影音[10]
- FG x 優酷 － 過年特輯直播
- 儂儂雜誌 － 發光系名人特別企劃
- VoCE － 韓系彩妝單元
- FG x 優酷 － 聖誕彩妝直播
- Marie Claire － 美妝學院駐站達人
- ET Today 播吧 － 駐站時尚美妝達人[11]
- 美拍APP － 美妝影音駐站達人
- Vogue.com － 美妝影音單元[12]
- Japan － 2016旅遊雜誌特輯
- Marie Claire - 美容達人單元
- Vogue.com －IT girl專題採訪[13]
- Elle.com －Elizabeth Arden 影音
- Japan － 2015旅遊雜誌特輯
- Bella儂儂 Taiwan － 3C美容專題
- GQ Taiwan － 精品美女特輯
- 愛女生 － 美妝試用專欄
- Vogue.com － 倩碧保養彩妝專題[14]
- 女人我最大 － 雜誌專題拍攝
- Japan － 2014旅遊雜誌特輯
- Grazia China － 美容博主精淘美妝特輯
- Elle China － 台灣美容專題採訪
- 時報週刊 － 路跑專題拍攝
- 自由週報 － 時尚店家導覽拍攝
- 時報週刊 － Ubike專題拍攝
- 自由時報 － 達人帶逛潮店採訪

## 外部連結
- 劉馨如的Instagram帳戶

- 劉馨如的Facebook專頁